# Kyrgyzstán na Letních olympijských hrách 2008
Kyrgyzstán na Letních olympijských hrách v roce 2008 reprezentovala výprava 8 sportovců (8 mužů a 0 žen).

## Medailisté
| Medaile | Jméno             | Sport | Soutěž                     |
| ------- | ----------------- | ----- | -------------------------- |
| Stříbro | Kanatbek Begaliev | Zápas | muži řecko-římský do 66 kg |
| Bronz   | Ruslan Tumenbaev  | Zápas | muži řecko-římský do 60 kg |